# Carolyn B. Shelton
Carolyn B. Shelton, född 1876, död 1936, var en amerikansk politiker. 
Hon var sekreterare åt George Earle Chamberlain och fungerade som ställföreträdande guvernör i Oregon februari 27, 1909 – mars 1, 1909, när denna var frånvarande. Hon var den första kvinnan som agerade ställföreträdande guvernör i USA. 